# Cyperns damlandslag i fotboll
Cyperns damlandslag i fotboll representerar Cypern i fotboll på damsidan. Landslaget spelade sin första match den 6 december 2002 borta mot Grekland. De har aldrig kvalat in till VM, OS eller EM-slutspelet.
Cypern har endast spelat fem matcher, alla träningsmatcher. De tre första var mot Grekland under 2002 och sedan spelade de två träningsmatcher under 2006 mot Israel och Slovakien. Cypern förlorade alla fem matcherna. Cyperns damlandslag sedan matcherna 2006 varit inaktivt.